# Luigi Fontana Russo
Luigi Fontana Russo (Trapani, 15 gennaio 1868 – Roma, 5 febbraio 1953) è stato un economista italiano.

## Biografia
Dal 1907 insegnò politica commerciale e legislazione doganale all'Università di Roma. Fece parte della scuola luzzattiana. Dal 1913 al 1919 fu Rettore del Regio Istituto Superiore di Studi Commerciali e Amministrativi della Sapienza - Università di Roma. Dal 1928 insegnò politica economica. Proseguì l'insegnamento fino al 1938. Fu anche presidente della Banca Generale.
Organizzò la Federazione degli armatori italiani.

### Pensiero
Il suo pensiero è considerato riferimento portante degli economisti moderni in materia di politica  commerciale, in particolare dei trattati commerciali internazionali, e per l'analisi dei rapporti fra il pensiero economico e la concreta azione politica dello Stato.
Fondò  nel 1909,  la rivista Finanza italiana e diresse fino al 1930. Fu fondista dei quotidiani romani «Il Messaggero» e «Il Tempo».

## Opere principali
- I trattati di commercio e l'economia nazionale (1902);
- Trattato di politica commerciale (1907);
- La marina mercantile e i suoi problemi economici (1909);
- Corso di politica economica (1935).
- Corso di politica economica generale e corporativa (1942)